# Bergboszanger
De bergboszanger (Phylloscopus trivirgatus) is een vogelsoort uit de familie van de Phylloscopidae. Het is een vogel van tropische bergbossen in de Indische Archipel. De soort is onderdeel van een complex van nauw verwante soorten in vergelijkbaar habitat waartoe ook de luzonboszanger (P. nigrorum), sulawesiboszanger (P.sarasinorum), Timorese boszanger (P. presbytes), papoeaboszanger (P. poliocephalus) en de San-Cristobalboszanger (P. makirensis) behoren.

## Kenmerken
De bergboszanger is 11 cm lang. Het is een typische Phylloscopus met een duidelijke koptekening: een donkere oogstreep, dan een lichte wenkbrauwstreep en daarboven aan weerszijden van een lichte middenkruinstreep, nog een donkere kruinstreep (tussen de middenkruin en de wenkbrauwstreep). De vogel is grijsgroen van boven en helder lichtgeel van onder. De ondersoort P. t. kinabaluensis mist de heldergele buik, maar is daar lichtgroen.

## Ondersoorten, verspreiding en habitat
De bergboszanger komt voor op beboste hellingen in berggebieden en heuvelland boven de 1200 m boven de zeespiegel. Het zijn standvogels en de geïsoleerde populaties vormen ondersoorten. De indeling daarvan is niet geheel duidelijk. Het meest afwijkend is de ondersoort die tussen de 1500 m en de boomgrens voorkomt in het nationale park Gunung Kinabalu.
- P. t. parvirostris (Zuiden van het schiereiland Malakka)
- P. t. trivirgatus (Sumatra, Java, Bali, Lombok en Soembawa)
- P. t. kinabaluensis (Gunung Kinabalu in Sabah)
- P. t. sarawacensis (Sarawak)

Het zijn vogels die voorkomen in dicht struikgewas in rotskloven. De luzonboszanger (P. nigrorum) die in vergelijkbaar habitat voorkomt op de Filipijnen wordt door BirdLife International nog beschouwd als een vijfde ondersoort van de bergboszanger.

## Status
De grootte van de populaties is niet gekwantificeerd, maar de vogel wordt als algemeen voorkomend in geschikt habitat bevonden. Om deze reden staat de bergboszanger (inclusief de luzonboszanger) als niet bedreigd op de Rode Lijst van de IUCN.